# Ecsenius midas
Blennie de Midas
Espèce
Statut de conservation UICN

 LC  : Préoccupation mineure
Ecsenius midas, la Blennie de Midas, est une espèce de poissons marins de la famille des Blenniidae.

## Répartition
Ecsenius midas est présent dans les eaux tropicales du bassin Indo-Pacifique, c'est-à-dire des côtes orientales de l'Afrique aux îles Marquises, en passant par la mer Rouge.

## Description

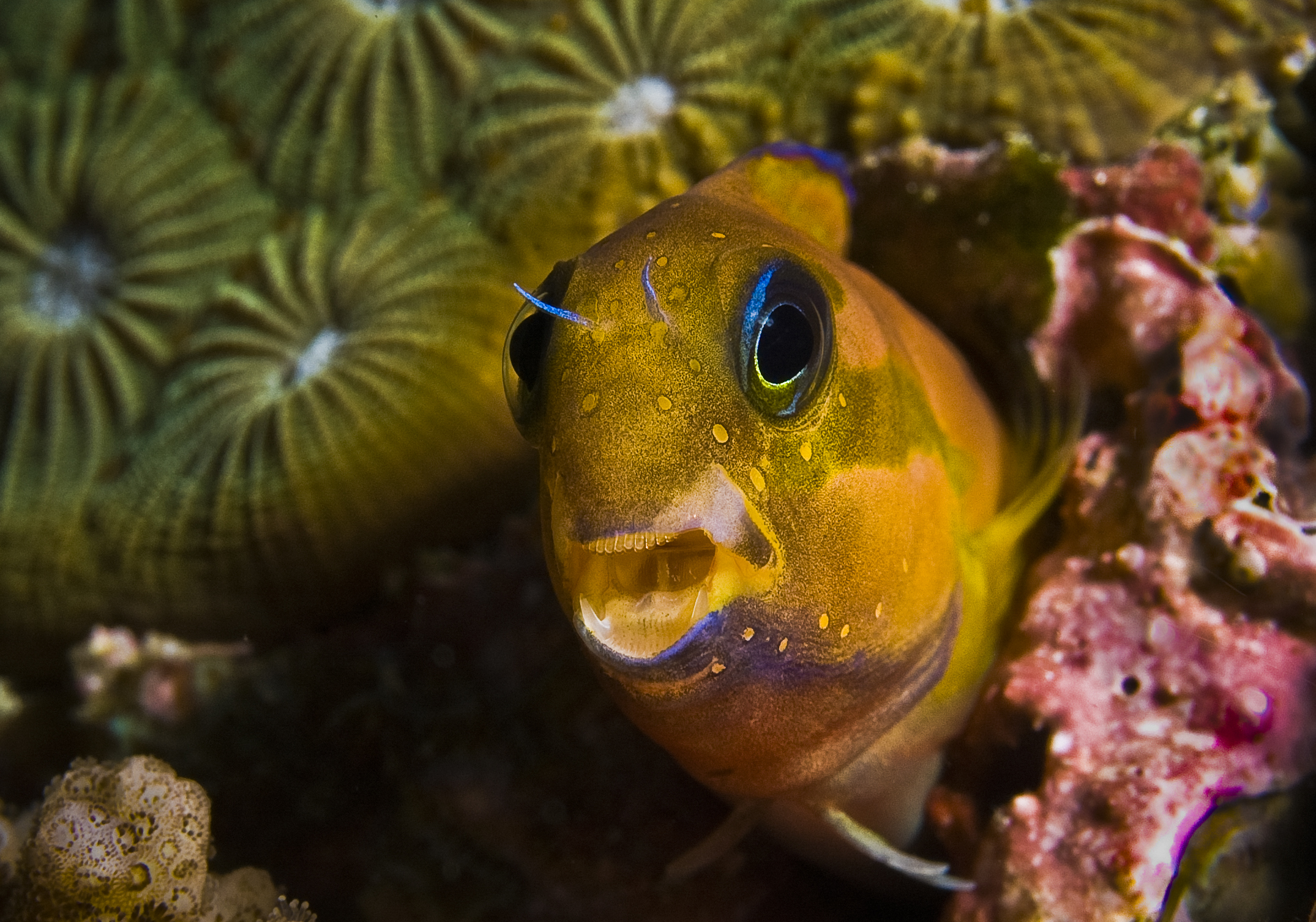
Escenius midas au milieu de coraux.

Ecsenius midas peut mesurer jusqu'à 13 cm de longueur totale. Sa couleur normale est orange doré, mais il peut adapter sa couleur (mimétisme) pour la faire correspondre à celle des poissons avec lesquels il se mélange. Il présente une tache noire près de l'anus. Cette espèce est souvent observée en compagnie du Barbier orange Pseudanthias squamipinnis.
Ecsenius midasse nourrit surtout de zooplancton, mais également de phytoplancton.

## Systématique
Le nom valide complet (avec auteur) de ce taxon est Ecsenius midas Starck (d), 1969.
Ce taxon porte en français le nom vernaculaire ou normalisé suivant : Blennie de Midas.

### Étymologie
Son épithète spécifique fait référence à Midas, le roi phrygien de la mythologie grecque, qui tournait en or tout ce qu'il touchait, et ce en lien avec la couleur doré de ce poisson lorsqu'il est en vie.

### Publication originale
- (en) Walter A. Starck, « Ecsenius (Anthiiblennius) midas a new subgenus and species of mimic blenny from the western Indian Ocean », Notulae Naturae, Philadelphie, vol. 419,‎ 1969, p. 1-9 (ISSN 0029-4608).